# Heinrich Gutsleff
Heinrich Gutsleff (Tallinn, 1680 körül – Kullamaa, 1747. március 15.) balti német teológus, bibliafordító

## Élete
Apja, idősebb Eberhard Gutsleff (1654-1724) a tallinni Szentlélek-templom lelkésze, anyja Catharina Gutsleff (1665-1710 körül) volt. Nagyapja a híres bibliafordító Johann Gutslaff volt. 1701-ben érettségizett Tallinnban, majd 1701 és 1703 közt teológiát tanult Kielben, ezután 1703-ban a Hallei Egyetemen nyelvészetet hallgatott. 1710-ben a kullamaa-i (korabeli német nevén: Goldenlock) plébánia lelkésze lett. Itt rengeteget foglalkozott az észt nyelvű vidéki lakosság iskoláztatásával. Nevéhez köthető az állandó iskolaépület felépítése Kullamaa-ban, így a tanítást télen is folytathatták. 
1720-ban préposti kinevezést kapott. Az Újszövetség észt nyelvre fordítását 1706-ban kezdte el, 1715-ben a fordítás végső szerkesztését is ő irányította. Több más teológiai munkában is közreműködött. 1731-től a Bibel-Übersetzungskommission (Bibliafordító Bizottság) tagja volt. Szorosan kötődött a pietista eszmékhez. Felesége Sophia Juliana Wilhelms volt. Fivére, ifjabb Eberhard Gutsleff volt, akit az orosz cári hatóságok a Herrnhuti testvérgyülekezethez fűződő kapcsolatai miatt bebörtönöztek, s a szentpétervári börtönben halt meg.

## Fordítás
- Ez a szócikk részben vagy egészben  a   Heinrich Gutsleff című német Wikipédia-szócikk ezen változatának fordításán alapul.  Az eredeti cikk szerkesztőit annak laptörténete sorolja fel. Ez a jelzés csupán a megfogalmazás eredetét és a szerzői jogokat jelzi, nem szolgál a cikkben szereplő információk forrásmegjelöléseként.